# LTJブケム
LTJブケム（LTJ Bukem）として知られるダニエル・ウィリアムソン（Daniel Williamson、1967年9月20日 - ）は、イギリスのドラムンベースDJ、ミュージシャン、音楽プロデューサー。1990年代中頃のUKエレクトロニック・ダンス・ミュージックシーンにおいて最先端に位置していたドラムンベース・スタイルの革新者として知られる。彼と彼のレコードレーベルである「Good Looking」の楽曲はドラムンベースの中でも、ジャズの影響を受けたアトモスフェリックなサウンドが特徴である。彼のスタイルは、“インテリジェント” 、“アンビエントドラムンベース” 、“アートコア”とも呼ばれる。

## バイオグラフィ
クラシック・ピアニストとしての教育を受けたブケムは、10代の頃にフュージョンに出会い、一時期はジャズ・ファンク・バンドを組んでいたこともある。1980年代後半にはDJになることを決意し、1990年代初頭のレイヴ・シーンで名声を得た。
彼のステージ・ネームは、テレビ番組『ハワイ5-0』で、登場人物のスティーブ・マクギャレットが誰かを逮捕の際に「Book 'em Danno」と言うことに由来する「Book 'em」というニックネームを元にしている。
音楽プロデューサーとして、「Logical Progression」(1991年)、「Demon's Theme」(1992年)、「Atlantis」「Music」(1993年)などの一連のドラムンベース・トラックを発表した。代表作は、レモン・ソルの楽曲「Sunflash」の主旋律を使用したトラック「ホライゾンズ」（1995年）で、人気を博した。
その後、ドラムンベースDJ仲間のファビオ (Fabio)とのロンドンのクラブナイト「Speed」の運営や、自身のレコードレーベル「グッド・ルッキング・レコード (Good Looking Records)」の運営に携わり、プロデューサーとしての知名度を高めていった。「Logical Progression」と名付けられた一連のコンピレーションは、ジャズやアンビエントの影響を受けたドラムンベースの側面を強調し、このスタイルはインテリジェント・ドラムンベース (Intelligent drum and bass)として広く知られるようになる。また、姉妹レーベルの「Cookin' and the Earth」シリーズのコンピレーションで、エレクトロニック・ラウンジミュージックのダウンテンポな部分を探求した。
この時期にグッド・ルッキングの下で有名になったアーティストには、Blame、Seba、Big Bud、Blu Mar Ten、DJ Dream (Aslan Davis)、Future Engineers、Tayla、Aquarius (Photek の別名)、Peshay、Source Direct、Artemis、Makotoなどがいる。
1995年7月16日には、MCコンラッドと一緒にBBCラジオ1のラジオ番組『Essential Mix』に登場した。1997年、デヴィッド・アーノルドのジェームズ・ボンドに関する音楽のコンセプト・アルバムで「ジェームズ・ボンドのテーマ」をリミックスした。2000年、ついにソロ・デビュー・アルバムとして2枚組CD『JOURNEY INWARDS』をリリース。このアルバムは、彼のフュージョンからの影響を強く打ち出している。2001年には、ハービー・ハンコックのリミックスを発表した。
「Progression Sessions」や「Bukem in Session」のイベント名で、世界中で幅広くDJを行う。しかし、かつての仲間でありボーカリストでもあるMCコンラッドは、2012年にレーベルを離れた。
養子として育った。2007年、パリに住むウガンダ人の実の母親を見つけたことを明らかにした。彼女は実の父親がエジプト人であることを告げた。

## 音楽性と影響
ドラムンベース・スタイルの革新者として知られるブケムは、ブレイクビート・ハードコア系ジャンルのスピード感や攻撃的なエネルギーに代わる、親しみやすいサウンドを開発したことで知られている。彼のスタイルは、デトロイトを拠点とする初期テクノやデトロイト・テクノのサウンドに影響を受けているほか、ロニー・リストン・スミスやロイ・エアーズに代表される1970年代のフュージョンのメロウでメロディックなソノリティも取り込んでいる。
1990年代初頭のブケムの音楽は、1980年代のロンドンのレア・グルーヴやアシッド・ジャズ・シーンから得たソフトなエッジの影響を取り入れ、ドラムンベースの新しい未来を描こうとするものだった。「Logical Progression」では、これらの影響が見られ、1993年の「Music / Enchanted」では、ストリングスのアレンジや自然界の音を取り入れたアプローチをしている。キーボード、ライブ・ボーカル、スローモーション・ブレイクの使用により、ブケムの音楽はインテリジェント・ドラムンベースと呼ばれるようになった。この呼称はドラムンベース・コミュニティーの中で論争を巻き起こしたが、1990年代半ばのイギリスにおけるブレイクビート・ハードコアの普及に影響を与えた。

## ディスコグラフィ

### アルバム
- 『JOURNEY INWARDS』 - Journey Inwards (2000年)

### コンピレーション・アルバム、ミックス・アルバム
- Mixmag Live! Volume 21 (MixMag, 1996年)
- Logical Progression Vols 1–4 (1996年–2001年)
- 『プログレッション・セッションズ』 - Progression Sessions Vols 1–10 (1998年–2003年) ※最初の2枚のみ日本盤がリリースされている
- Earth Vols 1–7 (1996年–2004年)
- Producer 01 (2001年)
- Producer 05: Rarities (2002年)
- Some Blue Notes of Drum 'N Bass (2004年)
- FabricLive.46 (2009年)
- Bukem in Session (2013年)

### シングル・EP
- "Delitefol" (1991年)
- "Logical Progression" (1991年)
- "Teach Me to Fly" (with DJ Trace) (1992年)
- "Demon's Theme / A Couple of Beats" (1992年)
- Who Knows Vol 1 (as the Bookworm) (1993年)
- "Bang the Drums / Remnants" (with Tayla) (1993年)
- "Return to Atlantis" (with Apollo Two) (1993年)
- "Music / Enchanted" (1993年)
- "Atmospherical Jubilancy" (1993年)
- "19.5" (with Peshay) (1994年)
- 「ホライゾンズ」 - "Horizons" (1995年)
- "The Journey" (with Mystic Moods) (1996年)
- 『ミスティカル・レルムス』 - Mystical Realms EP (1998年)
- Suspended Space EP (2000年)
- “Flip the narrative” (2021年)

### リミックス
- "Sweetness (Mellow Drum n Bass Mix)" – Michelle Gayle (1994年)
- "Feenin' (LTJ Bukem Remix)" – Jodeci (1995年)
- "Transamazonia (LTJ Bukem Remix)" – The Shamen (1995年)
- "If I Could Fly (LTJ Bukem Remix)" – Grace (1996年)
- "The James Bond Theme (LTJ Bukem Remix)" – David Arnold (1997年)
- "The Essence (LTJ Bukem Remix)" – Herbie Hancock (with Chaka Khan) (2001年)